# 黄柳野高等学校
黄柳野高等学校（つげのこうとうがっこう）は、愛知県新城市にある私立の全寮制高等学校。

## 概要
1990年（平成2年）、黄柳野高校設立準備委員会が発足して、中等教育の場から締め出されていく子どもたちに手を差し伸べてあげられる学校づくりを目指し、「市民立の学校を作ろう」という趣旨で市民に設立資金の募金を呼びかけて、設立準備がスタートした。全国からの募金の他、岡本富士太、上条恒彦、さとう宗幸、岸田今日子、永六輔らのタレント、有名人がチャリティの講演、コンサートなどを開催して支援したが、1994年（平成6年）の開校には設立資金が足りず、1995年（平成7年）4月、ようやく開校にこぎ付けた。全寮制で、個性を尊重し、それを伸ばしていく教育を目指している。校舎は、その全体が高いところから見ると、疑問符「?」の形を成している。

## 学習

### つげのグレートアース
全校生徒を対象として授業時間の枠を超えて実施。黄柳野高校の周りから日本各地の大自然まで、感動を求めてスケールの大きな学びを提供し、生きる喜び、生きる力の獲得を狙いとしている。

### インターンシップ
「社会適応能力を身につけ、人とつながる社会人、自立した青年」を目指す。授業の一環としてインターンシップを全校生徒一斉に期間を設けて実施される。高校生の間に少なくとも3回は体験することになる。希望すればインターンシップ期間外でも体験が可能。NPO法人アスクネット協力のもと実施。体験先職種としては飲食店や自動車関係、美容系、福祉施設や新聞社、市役所など幅広い選択肢が用意されている。

### 労働体験
1年生を対象に、労働体験を行っている。春にうるち米ともち米を田植え、秋に稲刈り、収穫祭で新米やお餅を食す。さらに、収穫したうるち米は、学内に併設している食堂に納められ、生徒たちの食事として提供される。

### 教科基礎学習
入学する生徒の約7割が不登校を経験しており、一つの教室で一斉授業を展開することは困難である。そのため数学と英語では、到達度に合わせてクラスを編成して授業を行っている。また、生徒一人ひとりの学力と向き合って対応していくために、できるだけ少人数で授業を展開しており、授業の中で個別対応を大切にし、生徒たちが学習に取りかかりやすいように、理解が深まるように、「わかる」「できる」経験が繰り返されるように援助する体制を整えている。また、学校設定科目「基礎学習」を設定し、 国語、数学、英語の3教科について、基礎的な内容を自分のペースで学習する時間を設けて、内容を絞って取り組んでいる。 

### プロジェクトT
“地域とつながる”をテーマに全生徒が6つのチームに分かれて実社会と関わり、本物と出会うことで社会人基礎力を身に付けることを目的としている。2019年度時点のチームは養鶏と経営、地域振興、ボランティア、消防団と防災、IT 情報発信、フェアトレードの6チームがある。 

## 寮生活

### 生徒寮自治会
寮運営は職員と生徒寮自治会によって運営され、寮自治会は、各寮の生徒の中から寮長・副寮長、寮委員を選出して構成されている。5月の自治会総会で寮自治会役員（寮自治会長・副会長・書記）が選挙で選ばれる。日々の寮生活の課題を共有し、生徒達で話し合って解決していくことが求められている。
また、その総会では必ずその年度の寮ルールが提案され承認を得ることになっている。寮のルールは生徒達で話し合って決める。各寮のミーティングは毎週水曜日に全員参加で行われ、寮長・副寮長が司会・進行を行う。ただし、強制ではなく最大限の納得を大切に、という考え方を基にしている。

## 相談室
入学後、全員が相談室ガイダンスで実際にカウンセラーやドクターと顔を会わせ相談室の利用方法などを学ぶ。4人のカウンセラーを生徒の様子や課題に合わせて割り振り担当制で実施。不登校対応、親子関係、子どもの進学について、保護者も多く利用している。